# Chisaki Hama
Chisaki Hama (浜 千咲, Hama Chisaki), de son vrai nom Rika Izumi (泉 里香, Izumi Rika), est une actrice japonaise née le 11 octobre 1988 à Kyoto (Fushimi-ku), au Japon.
Son premier rôle est celui de Ami Mizuno/Sailor Mercury, dans la série live Pretty Guardian Sailor Moon, de 2003 à 2005. Elle est la troisième plus jeune actrice de la série, après Naoki Takeshi (Shingo Tsukino) et Rina Koike (Sailor Luna).

## Filmographie

### Séries TV
- 2003/2005 : Pretty Guardian Sailor Moon - Séries TV live action. dans le rôle de Ami Mizuno/Sailor Mercury.

### DVD
- 2004/2005 : Pretty Guardian Sailor Moon - volume 1 à 12.
- 2004 : Pretty Guardian Sailor Moon: Kirari Super Live
- 2004 : Pretty Guardian Sailor Moon: Act Special
- 2004 : Pretty Guardian Sailor Moon: Act Zero

## Données physiques
Chisaki Hama mesure 1,66 mètre et son groupe sanguin est A. 